# 奧地利的瑪麗亞·安娜·約瑟法
奧地利的瑪麗亞·安娜·約瑟法（德語：Maria Anna Josepha von Österreich，1654年12月30日—1689年4月14日），神聖羅馬皇帝斐迪南三世的幼女。
1678年，瑪麗亞·安娜·約瑟法和普法爾茨-諾伊堡的約翰·威廉結婚，兩人沒有子女。瑪麗亞·安娜·約瑟法於1689年因結核病去世，隔年約翰·威廉成為普法爾茨選侯。